# Liên minh Bốn Oirat
Liên minh Bốn Oirat (Dorben Oirad), còn được gọi là Liên minh của bốn bộ lạc Oirat hoặc Liên minh Ngõa Lạt (tiếng Ngõa Lạt; tiếng Mông Cổ: Дөрвөн Ойрад; trong quá khứ, cũng gọi là Eleuth), là liên minh của các bộ lạc người Oirat (Ngõa Lạt) hình thành vào đầu thế kỷ XV dưới thời nhà Bắc Nguyên, đánh dấu sự trỗi dậy của các bộ lạc ở phía tây Mông Cổ trong lịch sử Mông Cổ.
Mặc dù quan điểm chung của thuật ngữ "Bốn Oirat" giữa miền đông Mông Cổ, Oirat và nhiều lời giải thích của các sử gia, không có sự đồng thuận nào đã đạt được trên danh tính của bốn bộ lạc nguyên thủy. Trong khi người ta tin rằng thuật ngữ bốn Oirat ám chỉ đến các bộ tộc Choros, Torghut, Dorbet và Hòa Thạc Đặc, có một giả thuyết cho rằng Oirat không phải là đơn vị đồng bào mà là các đơn vị chính trị-dân tộc, bao gồm nhiều dòng họ.

## Bối cảnh
Người Oirat là một trong những bộ lạc sinh sống trong các khu rừng ở phía tây của Mông Cổ thời Thành Cát Tư Hãn. Họ đã đầu hàng Thành Cát Tư Hãn vào năm 1207 và đóng vai trò nổi bật trong lịch sử của Đế chế Mông Cổ.
Sau khi triều đại nhà Nguyên (1271–1368) bị lật đổ ở Trung Quốc đại lục, Mông Kha Thiết Mộc Nhi, một đại thần nhà Nguyên, đã tự xưng là chỉ huy của bộ lạc Oirat. Khi ông qua đời, ba thủ lĩnh bao gồm Mahamu (Mahmud), Taiping và Batu-bolad, tiếp tục cai trị bộ lạc. Họ phái sứ giả với những món quà cho triều đại nhà Minh. Năm 1409, vua Minh Thành Tổ Vĩnh Lạc đế ban cho họ tước hiệu vương. Người Oirat bắt đầu thách thức các hoàng đế thuộc dòng họ Bột Nhi Chỉ Cân dưới triều đại của Elbeg Nigülesügchi Khan (khoảng 1394-1399).
Một điều đáng chú ý là một trong ba thủ lĩnh bộ lạc có tên Hồi giáo, Mahmud. Trước năm 1640, người Oirat đã chọn lựa giữa hai tín ngưỡng, Hồi giáo và Phật giáo. Cả hai tín ngưỡng này đều có những người ủng hộ trong số những người Oirat Shanman..

## Giai đoạn đỉnh cao quyền lực
Minh Thành Tổ yêu cầu Öljei Temür Khan (Bản Nhã Thất Lý hãn) công nhận quyền tối cao của mình vào năm 1409 nhưng Öljei Temür đã từ chối và đánh bại một đội quân nhà Minh vào năm sau đó. Năm 1412, Minh Thành Tổ quyết định đem đại quân chinh phạt Mông Cổ buộc Öljei Temür Khan phải chạy về phía tây. Bộ lạc Oirat do Mahamu của Choros dẫn đầu đã giết chết Öljei Temür trong lúc ông ta đang chạy trốn khỏi sự truy kích của nhà Minh, sau khi để thất bại nặng nề trước quân đội của Vĩnh Lạc đế.
Người Mông Cổ phía tây có Delbeg Khan, hậu duệ của Ariq Böke (A Lý Bất Ca), gia đình của họ đã bị giáng làm thứ dân ở Mông Cổ vào thời nhà Nguyên, lên ngôi. Tuy nhiên, thế lực phía đông Mông Cổ của Arugtai ở Asud từ chối chấp nhận khả hãn mới và họ liên tục đánh nhau ác liệt. Triều đại nhà Minh đã can thiệp mạnh mẽ để chống lại bất cứ nhà cai trị Mông Cổ có thế lực lớn nào, làm trầm trọng thêm xung đột Mông Cổ-Oirat.
Năm 1408, Mahamu đã được kế nhiệm bởi con trai Toghan, người tiếp tục cuộc xung đột của mình với quân đội của Arugtai. Đến năm 1437, Toghan đã hoàn toàn đánh bại Arugtai và hoàng đế Adai Khan. Toghan biến các hoàng tử thuộc hậu duệ của Thành Cát Tư Hãn là con rối của ông dưới thời Bắc Nguyên ở Mông Cổ. Khi Toghan qua đời vào năm 1438, con trai ông là Dã Tiên (Esen Taishi) trở thành một trong những giới quý tộc. Người Oirat có quan hệ mật thiết với Moghulistan và Hami, nơi hãn quốc Sát Hợp Đài trị vì. Theo Minh sử, người ta biết rằng liên minh Oirat đã tiến hành các cuộc tấn công thường xuyên vào những khu vực đó. Dã Tiên đã đánh tan các vương quốc Moghulistan và Hami và buộc quốc vương các nước này công nhận ông là lãnh đạo tối cao của họ. Ông cũng chinh phục Nội Mông, Ngoại Mông và người Nữ Chân ở Mãn Châu. Hoàng đế Minh Anh Tông đã bị Dã Tiên bắt giữ năm 1449 trong sự biến Thổ Mộc bảo. Trong triều đại của ông, căn cứ của Oirat tập trung ở phía tây bắc Mông Cổ và Barkol và Irtysh là giới hạn phía tây trong lãnh thổ của họ. Dã Tiên dựa vào các thương gia Hồi giáo từ Samarkand, Hami và Turfan và triều đại của chính mình. Sau khi giết khả hãn bù nhìn Agbarjin, Dã Tiên lấy danh hiệu khả hãn cho chính mình. Nhưng ngay sau đó ông ta đã bị lật đổ bởi một quý tộc khác trong bộ lạc Oirat và bị giết bởi một đứa con trai của một người đàn ông mà ông ta đã hành quyết trước đó.

## Suy yếu
Cái chết của Dã Tiên đã phá vỡ sự thống nhất của Oirat. Bây giờ họ lại hỗn chiến với nhau để tìm nhà lãnh đạo. Con trai của Dã Tiên, Amasanj, đã di chuyển về phía tây, cướp bóc các vùng đất của Hami, Moghulistan và Uzbeg.
Từ năm 1480 trở đi, những người Mông Cổ ở phía đông dưới thời khả đôn Mandukhai và khả hãn Dayan Khan đã đẩy liên minh Oirat trở về phía tây. Vào năm 1510, Dayan Khan đã thống nhất toàn bộ dân tộc Mông Cổ bao gồm cả Oirat. Tuy nhiên, Khách Nhĩ Khách và một số hoàng tử phía tây nam Nội Mông đã liên tục thực hiện các cuộc tấn công lớn vào Oirat và cướp phá tài sản của họ ở Irtysh, Barkol và Altai giai đoạn từ năm 1552-1628. Các bộ lạc Oirat vẫn còn hùng mạnh ở thảo nguyên Mông Cổ ngay cả sau cái chết của Dã Tiên và tiếp tục giữ Karakorum cho đến thế kỷ XVI khi Altan Khan chiếm lại khu vực này từ tay của Oirat. Bị áp bức và chinh phục bởi Altan Khan của Khách Nhĩ Khách, liên minh Oirat đã giết hoàng tử của Khách Nhĩ Khách là Sholoi Ubaashi Khungtaiji, có lẽ vào khoảng năm 1623.

## Sụp đổ
Sự sụp đổ của liên minh Oirat bắt đầu với bộ lạc Torghud, cùng với Dorbet và một vài người Hòa Thạc Đặc, tách khỏi liên minh. Năm 1628, thủ lĩnh Torghud Khoo Orlug với một số người Dorbed và Khoshuud chuyển về phía tây trên thảo nguyên Kazakhstan. Các jüz nhỏ của người Kazakh và Nogai đã cố gắng ngăn chặn họ tại Nemba và Astrakhan nhưng đã bị đánh bại bởi người Torghud. Người Torghud đã chinh phục các dân tộc Turk địa phương của Manghyslak và biển Caspi. Họ đã xâm chiếm châu thổ sông Volga và chiếm toàn bộ các thảo nguyên phía bắc của Caspi, thành lập hãn quốc Kalmyk. Kalmyks cướp bóc hãn quốc Khiva từ năm 1603-1670. Kalmyk đã chứng minh là một trong những đồng minh tốt của Đế quốc Nga.
Güshi Khan của Hòa Thạc Đặc đến Thanh Hải (Koke Nuur) vào năm 1636. Ông đã tăng tài sản của mình ở Tây Tạng và Amdo. Güshi Khan bảo vệ Đức Đạt Lai Lạt Ma thứ 5 và Giáo hội Vàng của ngài từ giáo sĩ đỏ cũ của Phật giáo Tây Tạng. Hãn quốc Hòa Thạc Đặc đánh bại kẻ thù của Đức Đạt Lai Lạt Ma và Gushi Khan bổ nhiệm con trai cai trị Tây Tạng.
Khoảng năm 1620, bộ lạc Choros đã phân tán rải rác sau cuộc chiến với Altan Khan của Khách Nhĩ Khách. Một số người Choros chạy trốn với một bộ phận của người Dorw tiến vào Siberia và Baranaoul ngày nay. Nhưng phần lớn Choros với Dorbed và Khoid định cư trong vùng Black Irtysh, Urungu, Imil và sông Ili, tạo thành hãn quốc Chuẩn Cát Nhĩ.
Năm 1640, Oirat và Khách Nhĩ Khách tuyên bố hòa bình và thành lập một liên minh, ban hành mã mới, mã Mông Cổ-Oirat. Được dẫn dắt bởi giới quý tộc Khoshuud, người Oirat bắt đầu chuyển sang Phật giáo. Họ trở thành những người bảo vệ chính của Đạt-lai Lạt-ma và Ban-thiền Lạt-ma. Những người Oirat đã sử dụng chữ Mông Cổ được thông qua trong chữ rõ ràng giai đoạn 1648-49 được thiết kế bởi các giáo sĩ Oirat và học giả Zaya Pandita Namkhaijamtsu.
Mặc dù sự phân bố địa lý của họ, Oirat duy trì mối quan hệ mạnh mẽ với nhau và vẫn là thế lực mạnh mẽ của chính trị Nội Á cho đến năm 1771, trước khi bị chinh phục bởi nhà Thanh.

## Lãnh đạo của liên minh Oirat
- Mönkhtömör (1368–1390) Mông Kha Thiếp Mộc Nhi)
- Örögtömör (1399) (tiếng Mông Cổ: Ögöchi Khashikha; Ugetchi Khashikha)
- Khuuhai Dayuu
- Batula; tiêu đề: chinsan, (Bahamu, Mahamud) (1399–1408)
- Togoon (1408–1438)
- Esen (1438–1454)
- Amasanj (1454–1455)
- Ishtömör (Ush-Temür, Ish-Temür) (1455–1469)
- Khishig
- Arkhan
- Büüvei
- Khongor; Khan Khongor noyon; title: noyon
- Abai khatan